# Der III. Weg
Der III. Weg (auch Der Dritte Weg, Kurzbezeichnung III. Weg) ist eine rechtsextreme und neonazistische deutsche Kleinpartei. Sie wurde 2013 unter maßgeblicher Beteiligung ehemaliger NPD-Funktionäre und Aktivisten des im Juli 2014 verbotenen Freien Netzes Süd (FNS) gegründet und versucht, das FNS unter dem Schutz des Parteienprivilegs weiterzuführen. Das Bundesamt für Verfassungsschutz hat einen deutlichen Einfluss von Neonazis und Gewaltbereitschaft in der Partei festgestellt. Die Partei ist insbesondere in Süd- und Ostdeutschland tätig.

## Geschichte und Mitglieder
Die Partei wurde am 28. September 2013 in Heidelberg unter maßgeblicher Beteiligung ehemaliger NPD-Funktionäre und Aktivisten des im Juli 2014 verbotenen Freien Netzes Süd (FNS) gegründet. Sie gilt als Versuch, das FNS unter dem Schutz des Parteienprivilegs weiterzuführen. Zum ersten Vorsitzenden der Partei wurde der ehemalige NPD-Funktionär Klaus Armstroff gewählt. Die Partei ist Sammelbecken einer relativ kleinen, aber sehr aktiven Gruppe von radikalen völkischen Nationalisten, die vorher in den Kameradschaften des Freien Netzes Süd aktiv waren. Die Partei strebt keine starke Vergrößerung an; ihre jetzigen Mitglieder verstehen sich vielmehr als „bewusste neonazistische Elite, die nicht auf Wachstum aus ist“.
Die Mehrheit der Mitglieder wird vom Verfassungsschutz als höchst gewaltbereit eingestuft.
Bekannte Mitglieder des III. Wegs sind neben Klaus Armstroff Maik Eminger, Matthias Fischer, Tony Gentsch, Benjamin Hager, Norman Kempken, Martin Wiese und MaKss Damage.

## Struktur
In Bayern spiegelten die sechs sogenannten „Stützpunkte“ 2014 die Zentren der früheren Kameradschaften wider. Ihr gelang es im Jahr 2019, ihre Strukturen – wenn auch nur geringfügig – auszubauen. Von den geplanten vier Gebietsverbänden konnten demnach bislang nur drei gegründet werden. Im Norden von Deutschland sei es der Partei bislang nicht gelungen, Strukturen aufzubauen. Auf dem Bundesparteitag im September 2019 beschloss Der III. Weg Satzungsänderungen bezüglich einer Umstrukturierung der Gebietsverbände in Landesverbände. Die Partei hatte zuvor an den Kommunalwahlen in Sachsen 2019 teilgenommen, aber zur Landtagswahl in Sachsen am 1. September 2019 war ihr die Teilnahme aus formalen Gründen vom Landeswahlausschuss verwehrt worden. Mit den Satzungsänderungen unterstrich die Partei ihre Absicht, auch zukünftig bei Wahlen anzutreten und somit eine der für den Erhalt des Parteistatus notwendigen Voraussetzungen zu erfüllen bzw. zu festigen.
2019 erhöhte sich die geschätzte Zahl der Mitglieder/Anhänger/Unterstützer bundesweit auf ca. 580.
Stand 2021 war die Mehrzahl der ca. 650 Voll- und Fördermitglieder in den Bundesländern Bayern, Berlin, Brandenburg, Rheinland-Pfalz und Sachsen aktiv, seit 2019 auch in NRW im Großraum Köln-Düsseldorf.

## Finanzierung
Die Partei finanziert sich laut Verfassungsschutzbericht des Landes NRW über das Jahr 2019 vor allem durch Spenden und Beiträge.

## Programmatik

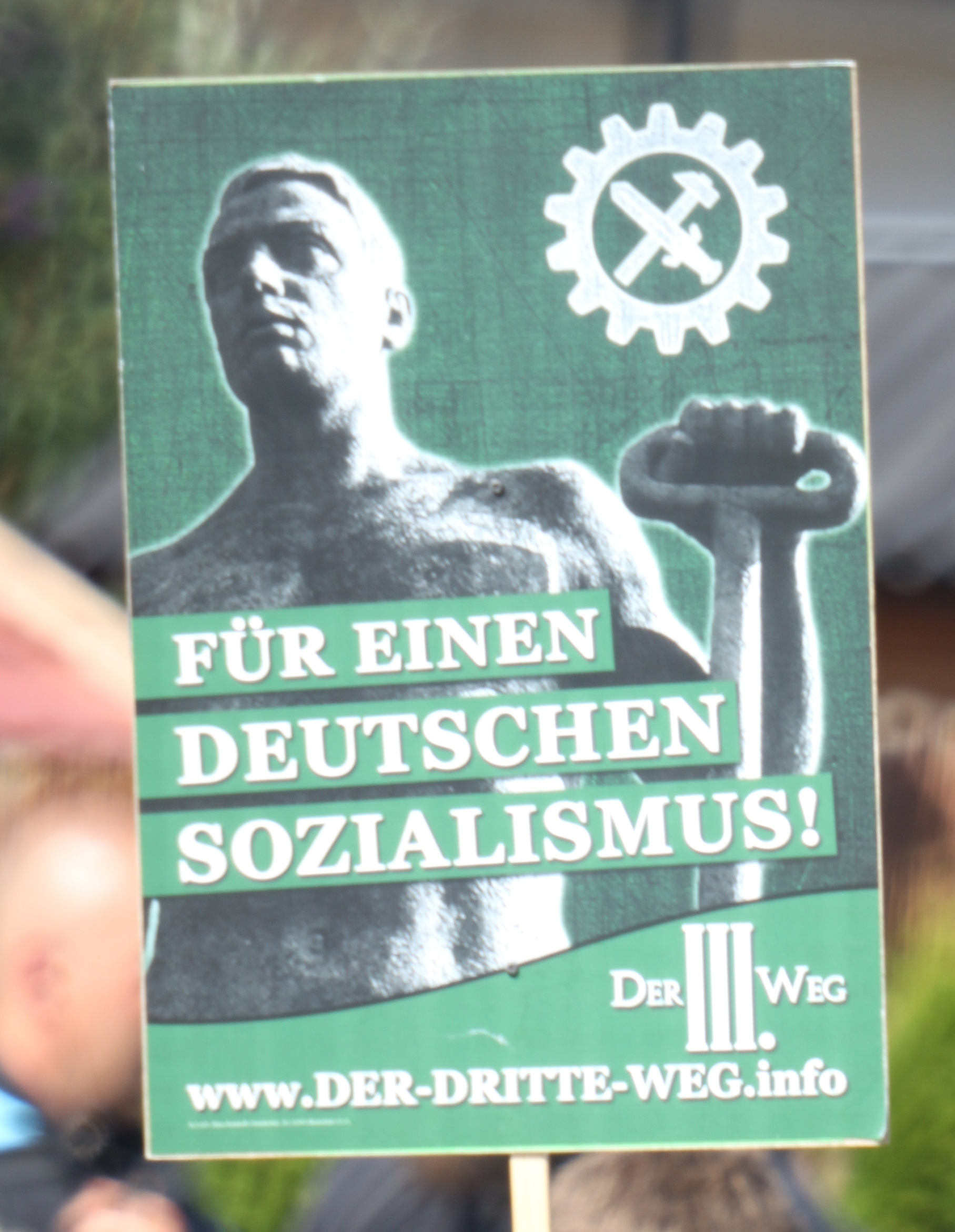
Programmatisches Plakat

Die Partei fordert nach eigener Darstellung einen sogenannten „deutschen Sozialismus“ als vermeintlichen „dritten Weg“ abseits von Kommunismus und Kapitalismus. Ihre Programmatik basiert im Allgemeinen auf einem extrem völkischen Menschenbild in enger Orientierung an dem historischen Nationalsozialismus und der militanten Kameradschaftsszene. Die Partei ist antiparlamentarisch; sie strebt eine Präsidialdemokratie mit „weitreichenden Befugnissen“ für den Präsidenten an. Schlüsselindustrien und Banken sollen im Dienste eines „deutschen Sozialismus“ verstaatlicht werden. Der III. Weg versteht sich selbst ideologisch als „nationalrevolutionär“ und knüpft teilweise an die Programmatik des sogenannten „linken“ Flügels der NSDAP um die Schwarze Front der Brüder Strasser an. Aus dieser Ideologie heraus sagte Armstroff bei einem Aufmarsch in Plauen im Mai 2014: „Kapitalistische Unternehmer […] stellen die Deutschen auf das Abstellgleis der Langzeitarbeitslosigkeit und gieren nach frischem Ausländerblut.“ Auf dem Bundesparteitag 2014 rief er dazu auf, Flugblattaktionen vor Flüchtlingsunterkünften zu starten und die Bevölkerung gegen Ausländer zu agitieren. Die Partei stellt sich ausdrücklich gegen christliche Werte, die durch eine „heidnisch-germanische“ Esoterik der Artgemeinschaft ersetzt werden sollen. Dabei rückte die Partei auch im Jahr 2019 insbesondere die Umwelt- und Klimaschutzdebatte in ihren Fokus.
Außenpolitisch solidarisiert sich Der III. Weg mit der griechischen neonazistischen Partei Chrysi Avgi, ungarischen, ukrainischen und russischen Rechtsextremisten, der rechtsextremen skandinavischen Schwedischen Widerstandsbewegung, der neofaschistischen CasaPound Italia und  dem syrischen Assad-Regime. Des Weiteren fordert Der III. Weg in geschichtsrevisionistischer Weise die „Wiederherstellung Deutschlands in seinen völkerrechtlichen Grenzen“ (laut Bayerischem Landesamt für Verfassungsschutz ist damit offenbar das Deutsche Reich vor dem Zweiten Weltkrieg gemeint). Die Partei ist zudem antisemitisch und antizionistisch. Das Parteiprogramm zur Europawahl 2019 trug die Überschrift „Europa erwache! Europäische Eidgenossenschaft statt EU-Diktatur!“ in Anlehnung an die strafrechtlich verbotene Losung „Deutschland erwache“ aus dem Sturmlied der SA. Die parlamentarischen Repräsentanten in ganz Europa gelten der Partei als „Verräter“, „Vertreter des feigen Bürgertums“ und „Geldempfänger des Kapitals“. Man fiebere „jedem Schlag […] entgegen“, der diesen „volksfeindlichen Systemen“ beigebracht werde, und verneige sich „vor jedem Toten und jedem Verletzten dieses gesamteuropäischen Kampfes“. Ferner fordert Der III. Weg den Austritt aus der NATO.
Der III. Weg verwendet Symbole aus der Zeit des Nationalsozialismus wie das Zahnrad als Symbol der Deutschen Arbeitsfront sowie einen Hammer und ein Schwert, die sich kreuzen. Diese beiden Symbole waren seit 1929 Feldgauzeichen der Hitlerjugend und sollten die Vereinigung von Soldaten und Arbeitern veranschaulichen.
Das vom Bundesvorsitzenden Armstroff im April 2019 herausgegebene Handbuch mit dem Titel Der Nationalrevolutionär. Handbuch für Aktivisten unserer Bewegung kann als Grundsatzschrift der Partei für ihre Mitglieder und Anhänger aufgefasst werden. Gleichzeitig will die Partei damit über ihre Grenzen hinaus ideologiebildend und handlungsanleitend wirken, wobei sie aufgrund ihrer visuellen Gestaltung und Praxisorientierung dazu geeignet ist, auch außerhalb des traditionellen neonationalsozialistischen Spektrums Leser zu finden. Darin wird als Ersatz für das bestehende System – d. h. laut Partei „den ausbeuterischen Kapitalismus“ und „den volkszerstörenden Liberalismus“ – „der Deutsche Sozialismus als gerechte und soziale völkische Ordnung“ angekündigt, laut dem baden-württembergischen Verfassungsschutz eine Umschreibung für den Nationalsozialismus. In diesem Handbuch bezeichnet sich die Partei ferner als „die unversöhnlichen Feinde […] [einer] multikulturellen, kapitalistischen und liberalen Welt. Das Überleben unseres Volkes erfordert ihren Untergang.“ Insgesamt kommen in zahlreichen Äußerungen der Partei nicht nur ein ideologischer Fanatismus, sondern eine unverhohlene Feindseligkeit gegen die gesamte westliche Moderne zum Ausdruck.

## Aktivitäten
Mit den drei Betätigungsfeldern „Politischer Kampf“, „Kultureller Kampf“ und „Kampf um die Gemeinschaft“ versteht sich Der III. Weg als „ganzheitliche Organisation“. Zum „politischen Kampf“ gehören unter anderem Demonstrationen, Kundgebungen, Verteilaktionen sowie der „Antritt als wahlpolitische Initiative“. Der „kulturelle Kampf“ bezieht sich auf die Brauchtumspflege. Der „Kampf um die Gemeinschaft“ beinhaltet die Aspekte „Nachbarschaftshilfe“,„gelebte Gemeinschaft“, „gemeinsame Freizeitgestaltung“ und „sportliche Zusammenkünfte“, bei denen gerade Kampfsport eine besondere Rolle spielt.
Die Partei versucht, karitative Aktivitäten wie Sachspenden für Obdachlose („Deutsche Winterhilfe“) oder Kleiderverteilaktionen zur Propaganda und zur Gewinnung von Wählern zu nutzen. Mit Kampagnen wie „Kein Applaus für Tierquälerei!“ möchte sie an politische Themen der Mehrheitsgesellschaft anknüpfen und anschlussfähig werden. Zudem bietet sie auch Hausaufgabenhilfe, Kochkurse, Geschenkaktionen zu Weihnachten und Jugendtreffen an. Mittlerweile hat die Partei ein breitgefächertes Angebot speziell für Kinder und Jugendliche, wozu auch Wanderungen und Zeltlager gehören. Im Gegensatz zu karitativen Organisationen, die ihre Hilfen rein nach Bedürftigkeit vergeben, werden Spenden jedoch ausschließlich an Deutsche abgegeben.
Innerhalb der „Stützpunkte“ spielen neben Aktivitäten wie Flugblattverteilungen auch kulturell-völkische Aspekte eine Rolle, etwa gemeinsame Feiern wie Sonnenwendfeiern, Herbstfeste und Heldengedenken. Zentrales Veranstaltungsformat sind in regelmäßigen Abständen durchgeführte „Stützpunktabende“, bei denen neben aktuellen auch ideologische Themen besprochen werden.
Neben ihrer zuletzt 2017 überarbeiteten Website unterhielt die Partei einen Facebook-Auftritt. Nach der Sperrung durch Facebook versuchte die Partei, die Entsperrung im gerichtlichen Eilverfahren durchzusetzen, scheiterte jedoch im September 2021 vor dem Bundesverfassungsgericht. Zudem unterhält Der III. Weg einen Online-Shop zum Vertrieb seiner Propagandamittel sowie seit Ende 2017 einen Internet-Radiosender mit dem Namen Revolution auf Sendung, der einmal im Monat sendet. Über diesen Materialvertrieb ist auch das Grundsatzpapier National, Revolutionär, Sozialistisch der Partei zu beziehen. Dieser politiktheoretische Text „soll der Neonaziszene eine weltanschauliche Orientierung geben.“ Von dieser dürfte jedoch „nur ein kleiner Teil […] in der Lage sein, diesen doch anspruchsvollen und abstrakten Text zu erfassen“. Die Broschüre ist „ein komprimierter Abriss der Grundlagen einer an die heutige Zeit angepassten nationalsozialistischen Weltanschauung“ und als „theoretische Abhandlung für die gesamte rechtsextreme Szene zu verstehen“. Sie ist „in ihrer Art bemerkenswert, da derartige Grundlagenüberlegungen in dieser Form zuletzt in den 1980er und Anfang der 1990er Jahre vorgelegt wurden“.  Ebenfalls für ihre Propagandazwecke nutzt die Partei auch das russische Netzwerk vk.com.
Auf ihrer Website behandelt die Partei gemäß der in ihrem Handbuch Der Nationalrevolutionär propagierten „nationalen Gegenkultur als Alternative zum bestehenden System“ immer wieder nationalistische Schriftsteller und die von der Partei postulierten Eckpfeiler „Nationalismus“, „Sozialismus“ und „Revolution“. Dabei finden sich gemäß der fundamentalen Ablehnung der westlichen Moderne Behauptungen wie: „Wir leben in einer entwurzelten und kulturlosen liberalkapitalistischen Konsumgesellschaft, die nur ein Heute und kein Morgen kennt. Aufgeblasen und völlig degeneriert wird unser Volk immer mehr vom Egoismus zerfressen. Der Sinn des Daseins und das Bewusstsein, wer man ist und woher man kommt, gehen vollends verloren in einer identitätsraubenden multikulturellen Gesellschaft.“

### 2015
Der III. Weg verbreitet eine Broschüre, in der rassistische Ressentiments gegen Asylsuchende geschürt und „Tipps zur Verhinderung von Flüchtlingsheimen“ in der „eigenen Heimat“ bis hin zur rechtlichen Beratung angeboten werden. Die Partei initiierte zunehmend sogenannte „nationale Streifen“, die mit ihrem „martialischen Auftreten“ den Eindruck einer Bürgerwehr erwecken wollen. Mit ihren Streifen wolle die Partei „kriminellen Handlungen“ von Flüchtlingen und Ausländern vorbeugen und der deutschen Bevölkerung den Eindruck von Sicherheit vermitteln.

### 2016–2017
Im Frühjahr 2016 forderte der III. Weg mit Postkarten bundesweit Politiker und politisch engagierte Menschen dazu auf, Deutschland z. B. über die Balkanroute zu verlassen.
Die Parteiführung von der III. Weg nahm am 14. Oktober 2016 am Gründungskongress des Nationalen Korps, dem politischen Flügel des rechtsextremen Azow-Regiments, in Kiew sowie dem von ukrainischen Rechtsextremisten organisierten „Marsch der Nation“ teil. In weiterer Folge nahm der III. Weg immer wieder an diesem jährlichen Nationalistenmarsch teil und pflegte engen Kontakt zum Nationalen Korps und zu Azow.
Im Jahr 2016 verzeichnete das Bundesamt für Verfassungsschutz neben einem insgesamt rückläufigen rechtsextremistischen Demonstrationsgeschehen einen Rückgang der Anzahl rechtsextremistischer Demonstrationen der Partei von 38 auf 21 im Jahr 2017.

### 2018
Seit Anfang 2018 erscheint in zweiwöchigem Abstand auf der Homepage der Partei die Kolumne Feder und Schwert, die nach eigenen Angaben „sämtliche Bereiche des Lebens“ abdecken soll und einen „Beitrag zu geistiger und seelischer Rüstung“ in weltanschaulichem Sinne zu geben beabsichtigt. Bisherige Beiträge behandelten gesellschaftsphilosophische, geschichtliche, religionsgeschichtliche und evolutionsbiologische Themen. So wurde darin die Ansicht vertreten, der Kampf gegen den Islam sei vor allem ein Kampf gegen dessen „artfremde“ Anhänger.
2018 wurde der Frauenblog Die Weggefährtin ins Leben gerufen.

### 2019
Der Aufmarsch der Partei zum 1. Mai 2019 in Plauen (wo es in der Vergangenheit einige derartige Demonstrationen gegeben hatte) mit rund 500 Teilnehmern, die mit Trommeln, Fahnen und Fackeln durch die Stadt gezogen waren, löste auch international Schlagzeilen aus und führte zu Kritik an der sächsischen Polizei sowie am zuständigen Landratsamt. Im Vorjahr verhängte Auflagen für eine Demonstration der Partei im Herbst waren vom Verwaltungsgericht Chemnitz aufgehoben worden. Sachsens Innenminister Roland Wöller kündigte im Mai 2019 an, man wolle „an die Grenzen dessen gehen, was rechtlich möglich ist“. In Plauen hatte zudem die Partei 2017 ihr bundesweit erstes „Partei- und Bürgerbüro“ eingerichtet, 2020 folgte ein weiteres im nordrhein-westfälischen Siegen.
Auf ihrer Homepage bezeichnete die Partei die Aktion Stolpersteine als Beispiel für einen vermeintlichen „Schuldkult“ und schrieb über Unternehmen, die angeblich ausschließlich jüdisch geführt seien und die Finanzwelt wie auch den Drogenhandel kontrollieren würden, laut Verfassungsschutz ein „Rückgriff auf klassische antisemitische Vorstellungen“. Die finanzielle Unterstützung des Zentralrats der Juden hält sie für unangebracht aufgrund angeblich geringer Bedeutung der Institution. Stattdessen forderte die Partei: „Deutsche Steuergelder sollten vielmehr für deutsche Bürger genutzt werden.“ Damit wird laut Bundesverfassungsschutz „den durch den Zentralrat vertretenen Juden, einem offensichtlich rassistisch-völkischen Verständnis von Staatsbürgerschaft folgend, pauschal abgesprochen, Deutsche zu sein oder sein zu können“. Regelmäßig zum Jahresende veröffentlicht die Partei auf ihrer Homepage „Warum wir keinen guten Rutsch wünschen“ und erklärt, dass diese Redewendung auf das Judentum zurückzuführen sei und dies „weder unserem Kulturkreis noch unserem Brauchtum“ entspreche. Antisemitische Aussagen finden sich auch in einem Artikel zum Klimawandel, in dem behauptet wird, führende Köpfe der Klimawandelleugner seien Juden im Dienste der „Hochfinanz“.
Am 27. Juli 2019 hielt die Partei anlässlich des Christopher Street Day in Siegen unter dem Motto „Familien schützen! Homo-Propaganda stoppen“ eine antihomosexuelle Kundgebung ab.

### 2020
Anfang 2020 veröffentlichte die Partei den Roman Rebellische Herzen. Herausgeber ist der Bundesvorsitzende Armstroff, das Copyright liegt bei der Partei. Der Autor bleibt allerdings anonym. In diesem laut dem stellvertretenden Parteivorsitzenden Matthias Fischer „wohl ersten nationalrevolutionären Aktivistenroman seit 1945“ geht es um den Weg eines jungen Mannes im Teenageralter in eine rechtsextreme Gruppierung, die nicht beim Namen genannt wird, aber als „Der III. Weg“ zu erkennen ist. Einer der in dem Roman szenetypisch als positiv und vorbildlich dargestellten rechtsextremen Charaktere äußert beispielsweise, wenn die Verfassung „uns in dem Willen zur Rettung unseres Volkes entgegensteht, dann muss sie eben weg. Und wenn dafür ein paar Fensterscheiben zu Bruch gehen müssen, dann möge man mir den ersten Stein reichen“.
In der Corona-Krise 2020 organisierte die Partei verschiedene „Nachbarschaftshilfen“ bzw. bewarb solche Angebote, jedoch wieder ausschließlich für Deutsche. Auf der Internetseite der Partei wurde zudem behauptet, der Internationale Währungsfonds und die Europäische Zentralbank würden die Pandemie ausnutzen, um die Bargeldabschaffung durchzusetzen, wobei in diesem Beitrag auf eine vermeintliche jüdische Abstammung der EZB-Präsidentin Christine Lagarde hingewiesen wurde. Die Partei rief zudem ihre Mitglieder dazu auf, sich den Protesten gegen die Corona-Maßnahmen anzuschließen, und schrieb darüber u. a. in einem Artikel auf ihrer Internetseite, in den Städten stünden „Deutsche, die mit dem System abschließen und einen Wandel wollen. Wir müssen dafür sorgen, dass dieser Wandel der Weg zum Deutschen Sozialismus sein wird.“ Den „Querdenkern“ fehle jedoch, wie die Partei verlautbarte, eine „fundierte Systemkritik“, zudem warnte die Partei vor zu wilden Verschwörungstheorien, die das „rechte Lager“ als „Zoo irrationaler Erscheinungen“ disqualifizieren und zu „Verlierern der Krise“ machen könnten. Trotzdem nahmen Parteivertreter an den „Querdenken“-Protesten teil, denn es sei, so die Partei, „nirgendwo sonst einfacher […], sich direkt an deutsche Seelen zu wenden, ohne keifenden Antifa-Pöbel und Hamburger Gitter im Weg“. Bereits im Mai 2020 hatte der stellvertretende Bundesvorsitzende Matthias Fischer in einem Video klargemacht, dass es nicht um die Coronamaßnahmen gehe, sondern darum, „unsere Weltanschauung zu verbreiten“. Nicht das Virus sei „das Problem, sondern das System. Und das System zu bekämpfen, sehen wir als Nationalisten als unsere oberste Pflicht.“ Laut dem sächsischen Verfassungsschutz nutzte die Partei die Corona-Proteste auch dazu, Unterstützungsunterschriften für die Zulassung zur Bundestagswahl 2021 zu sammeln.
2020 schrieb die Partei auf ihrer Webseite, dass der Münchner Fußballverein Türkgücü München als „Immigrantenverein“ „in Deutschland allgemein und erst Recht in München nicht willkommen“ sei.
Die parteieigene Arbeitsgruppe Körper & Geist organisiert Kampfsporttrainings und unterhält dafür eigene Sporträumlichkeiten. Auf ihrer Webseite schrieb die Partei im November 2020, man sei zwar noch „nicht in der Lage, die Kultur der Verweichlichung und des Pazifismus gesamtgesellschaftlich abzulösen, aber wir können bereits heute uns selber wehrhaft machen und damit dazu beitragen, einmal das ganze Volk wieder wehrhaft zu machen“. Ein Kampfsportturnier, das im Rahmen des Partei-Festivals „Jugend im Sturm“ in Erfurt im Juli 2019 – bereits zum zweiten Mal – stattfinden sollte, wurde im Vorfeld von den städtischen Ordnungsbehörden untersagt.

### 2021
Im Januar 2021 wurde auf der Parteihomepage unter dem Titel „Kapitol-Sturm: Schwarzer Polizist tötet unbewaffnete weiße Frau“ (gemeint ist die Trump-Unterstützerin Ashli Babbitt, die von einem Polizisten der Capitol Police angeschossen wurde, als sie im Inneren des Kapitols versuchte, eine der letzten Barrikaden zu überwinden, die sie von der Speaker’s Lobby trennte) in rassistischer Weise behauptet, dass dem „Mainstream […] dieser Mord […] keine Silbe wert zu sein“ scheine, und die Frage gestellt, ob das Opfer „einfach die falsche Hautfarbe“ habe. Nach einer Anspielung auf die Tötung von George Floyd, der als „Gewalttäter“ bezeichnet wird, wurde unter der Überschrift „White Lives Matter“ gefragt, wo „die Proteste auf der Straße für eine unbewaffnete, unschuldig getötete Weiße“ blieben. Im selben Monat äußerte die Partei auf ihrer Webseite, bei der Anstellung eines Rabbiners bei der Polizei in Baden-Württemberg handle es sich um „Symptome der Überfremdung“.

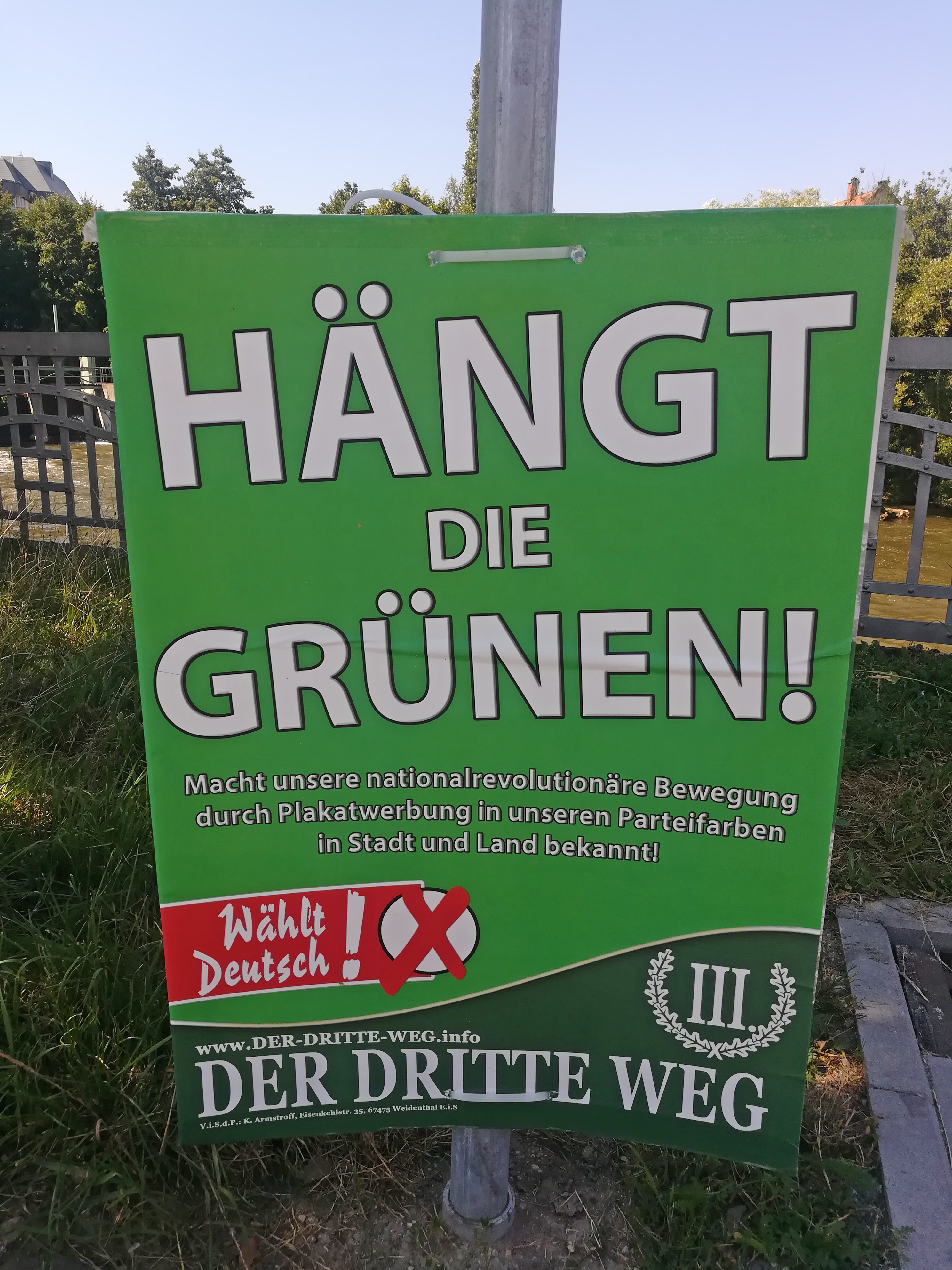
Wahlplakat zur Bundestagswahl 2021

Im September 2021 nahm die Staatsanwaltschaft in Zwickau Ermittlungen zu Wahlplakaten der Partei mit der Aufschrift „Hängt die Grünen!“ auf. Diese Plakate wurden aus mehreren Städten im Großraum Zwickau wie auch aus München gemeldet. Zuvor hatte diese Behörde Ermittlungen mangels Anfangsverdachts abgelehnt, wurde aber von der Dresdner Generalstaatsanwaltschaft dazu angewiesen. Im Vorfeld hatte bereits die Münchner Polizei die Plakate abgehängt und die Staatsanwaltschaft Ermittlungen eingeleitet. Bündnis 90/Die Grünen hatten Anzeige erstattet. Am 8. September 2021 verfügte die Stadt Zwickau, dass die Wahlplakate mit der Aufschrift „Hängt die Grünen!“ abgenommen werden sollen. In der Folge eines Eilantrags der Partei entschied das Verwaltungsgericht Chemnitz, dass die Plakate wieder aufgehängt werden dürfen. Es verfügte aber, dass zwischen den Wahlplakaten mit der Aufschrift „Hängt die Grünen!“ und den Wahlplakaten von Bündnis 90/Die Grünen ein Abstand von 100 Meter eingehalten werden muss. Auf der Parteiwebseite verwies der III. Weg am 11. September 2021 darauf, dass die Partei „grün“ als Farbe ihrer Außendarstellung, beispielsweise bei Publikationen, Fahnen und Bannern, nutze. Am 17. September 2021 ordnete das Landgericht München I in einer einstweiligen Verfügung die bundesweite Entfernung der Wahlplakate an; vier Tage später gab das Oberverwaltungsgericht Bautzen der Beschwerde der Stadt Zwickau gegen die Entscheidung des Chemnitzer Verwaltungsgerichts wegen des Tatbestandes der Volksverhetzung statt. Im März 2023 wurde vom Amtsgericht Zwickau ein Funktionär der Partei wegen dieser Plakataktion zu einer Geldstrafe von 4.800 Euro verurteilt. Bereits im Oktober 2022 verurteilte das Amtsgericht München einen Helfer und einen Funktionär zu einer sechsmonatigen Freiheitsstrafe bzw. einer Geldstrafe. Mit Beschluss vom 19. Oktober 2023 verwarf das Bayerische Oberste Landesgericht letztinstanzlich die eingelegte Revision des damaligen Vorsitzenden als unbegründet mit dem Unterschied, dass der Angeklagte einer Volksverhetzung in Tateinheit mit öffentlicher Aufforderung zu Straftaten schuldig sei. Die von dem Landgericht München I in zweiter Instanz am 28. März 2023 verhängte Geldstrafe von 140 Tagessätzen zu je 60 Euro hielt es aufrecht. Zudem hob das Bayerische Oberste Landesgericht mit Urteil vom 14. Dezember 2023 einen Freispruch auf, den zuvor das Landgericht München I aus Mangel an Beweisen ausgesprochen hatte. Das Amtsgericht München hatte den Angeklagten zuerst noch wegen Volksverhetzung und öffentlicher Aufforderung zu Straftaten sowie der Billigung von Straftaten zu einer Freiheitsstrafe von 6 Monaten verurteilt. Auseinandergesetzt hat sich das zuvor entscheidende Landgericht als Tatgericht dabei mit unter anderem der Auslegungsmöglichkeit, dass es sich bei „die Grünen“ um die grünfarbigen Wahlplakate der Partei Der III. Weg handeln sollte (wie im Kleingedruckten beschrieben), und dies als bloße Ausrede eingeordnet.
Die nordbayerische rechtsextremistische Gruppe „Kollektiv Zukunft schaffen Heimat schützen“ (KZSHS) teilte Wahlaufrufe für den III. Weg bei der Bundestagswahl vom 27. September 2021.
Unter Bezugnahme auf den Anschlag im Juni 2021 in Würzburg mit drei Toten wurden im September 2021 in Tatortnähe drei mit Kunstblut beschmierte „Leichensäcke“ abgelegt. Dahinter wurden von Parteiaktivisten eine Regenbogenfahne niedergelegt und darauf die Porträts der drei Kanzlerkandidaten der Bundestagswahl abgestellt, die von Bannern mit ausländerfeindlichen Inhalten flankiert wurden. Viele Beobachter interpretierten die Szenerie derart, dass die drei „Leichensäcke“ die Kandidaten hätten darstellen sollen, was die Partei auf ihrer Webseite dementierte.
Im Oktober 2021 rief die Partei zu einem Grenzgang an der deutsch-polnischen Grenze bei Guben auf, um gegen etwaige illegale Einwanderung vorzugehen. Im Rahmen ihres Einsatzes gegen diese Aktion sprach die Polizei gegen rund 50 mit Pfefferspray, Hieb- und Stichwaffen ausgestattete Personen, die dem Aufruf gefolgt waren, Platzverweise aus.

### 2022
Die Partei unterhielt enge Kontakte zur rechtsextremen, in die Kämpfe in der Ukraine verwickelten Russischen Reichsbewegung, in deren St. Petersburger Trainingslager Parteimitglieder an paramilitärischen Übungen teilnahmen. Am Tag des russischen Überfalls auf die Ukraine, dem 24. Februar 2022, erschien auf der Homepage der Partei ein Beitrag des Neonazi Thomas Wulff (Spitzname „Steiner“), in dem er schrieb „JETZT AKTUELL  kann ich die Russen verstehen“, auch wenn er „die Lage unserer nationalen Kameraden der Ukraine“ bedauere. Die Ukraine sei mittlerweile zum willfährigen Werkzeug in den Plänen „globaler Mächte“ (im neonazistischen Jargon eine Chiffre für Juden, Amerikaner und Atlantiker) geworden. Viele Kommentare im Chat der Partei stimmten diesen Ausführungen zu; es wurde behauptet, Putin schütze nur die in der Ukraine lebenden Russen, für den Krieg seien „Finanzmafia, Medien und Geldsystem“ verantwortlich. Danach setzte sich allerdings eine pro-ukrainische Position durch; in einer Stellungnahme der Partei war von einer „russischen Invasion“, den „ukrainischen Brüder[n]“ und „nationalen Aktivisten“ die Rede, deren „Widerstandswillen noch lange nicht gebrochen“ sei. Der III. Weg unterhält seit längerer Zeit Verbindungen zum Regiment Asow, einem teilweise rechtsradikalen ukrainischen Freiwilligenbataillon, das mittlerweile in die ukrainische Nationalgarde eingegliedert wurde. Dieses Regiment bezeichnete die Partei nach Kriegsausbruch als „bewaffneten Arm der nationalen Bewegung“ in der Ukraine; es befinde sich in einem „heldenhaften Kampf um die Freiheit ihres Landes“. Zudem suchte der III. Weg unter dem Motto „Nationalisten helfen Nationalisten“ Anfang März 2022 „Unterkünfte für ukrainische Nationalisten“. Die Partei schrieb, es handele sich bei diesem Krieg nicht nur um „einen geopolitischen Konflikt“, sondern hierbei kämpfe „eine europäische Nation gegen einen imperialen Vielvölkerstaat um ihre Unabhängigkeit und ihre völkisch-kulturelle Identität“. Man hoffte auf eine nationalistische Revolution in Europa nach einem Sieg der Ukraine über das „asiatische“ Russland. Man stehe aber, so die Partei, nicht zur Regierung des Präsidenten Wolodymyr Selenskyj, der als „korrupt und jüdisch“ bezeichnet wird, sondern zu den dortigen Nationalisten, denn diese hätten die „mittelfristig größten Potenziale“ in Europa. Nach eigenen Worten hat die Partei mehrere Materiallieferungen wie Kampfwesten und Funkgeräte an „nationalistische Einheiten“ in die Ukraine geschickt. In geschichtsrevisionistischer Weise wird zudem die Verteidigung der Ukraine mit dem angeblichen „Präventivangriff“ Nazi-Deutschlands auf die Sowjetunion 1941 gleichgesetzt.
Die antisemitische Legende einer angeblichen jüdischen Weltverschwörung verbreitete die Partei in einem Beitrag vom April 2022, in dem es hieß, dass der „Kampf gegen das Netzwerk, das sich aus Israel entspringend über die westlichen Staaten gelegt hat und die Regierungen im Würgegriff falscher Interessen hält“, weitergehe.

### 2023
Seit Januar 2023 ist „Der III. Weg“ und die Gruppe Kzshs in Oberfranken besonders aktiv, wo es bei Abstimmungen über Asylunterkünfte zu Tumulten und Drohungen in Zapfendorf und Schwarzenbach an der Saale kam.
Die Partei eröffnete 2023 zusätzlich zu ihrem Partei- und Bürgerbüro in Plauen drei neue in Hilchenbach (Nordrhein-Westfalen), Ohrdruf (Thüringen) und Schweinfurt (Bayern).
Als Zeichen der Solidarität mit den für die Ukraine kämpfenden Nationalisten produzierte und veröffentlichte die Partei 2023 die CD „Europa in Waffen“ mit zehn rechtsextremen Liedern. Mit den Einnahmen sollen Familien „unseres edlen weißen Brudervolkes und seiner russischen Freiwilligen [...] im Dienste einer freien, nationalrevolutionären Ukraine“ unterstützt werden.
Nach dem Terrorangriff der Hamas auf Israel im Oktober schrieb die Partei auf ihrer Homepage, man lehne „jede Solidarität mit dem imperialistischen Terrorstaat Israel entschieden ab“. Der Angriff wurde als „Gegenangriff auf das zionistische Gebilde Israel“ interpretiert. Zudem wurde der Staat Israel als „widernatürliches Raubstaat-Gebilde“ bezeichnet. Später schrieb die Partei, sie werde sich jedoch erst dann uneingeschränkt mit den Palästinensern solidarisieren, wenn die „von Arabern besetzten deutschen Gebiete befreit“ seien. Zudem wurde behauptet, getrieben von einem „biblischen Auserwähltheitswahn“ sorge Israel für „Unfrieden und Millionenfaches Leid in Nahost“ und die „Herrschenden des BRD-Systems“ hätten sich „nicht dem Wohle des deutschen Volkes verschworen, sondern ausschließlich ihrer ‚auserwählten‘ jahwistischen Herren“.
Die parteiinterne Arbeitsgemeinschaft „Feder & Schwert“ legte zwei weitere propagandistische Buchtitel vor, den Band „Nationalismus! Eine ganzheitliche Betrachtung“ (eine Sammlung von Texten der befreundeten österreichischen Neonazi-Szene) sowie das Buch „Nuovi Arditi. Handbuch der revolutionären Jugend“. Damit zeigte sich, dass die Partei weiterhin in Bezug auf Theoriebildung eine Vorreiterrolle im neonazistischen Spektrum einnehmen will.

### 2024
Im Juli 2024 startete die Partei eine Kampagne in Baden-Württemberg unter dem Motto „Unsere Heimat ist nicht ihr Wirtschaftsstandort!“. Die wirtschaftliche Elite Deutschlands wird darin beschuldigt, das Land lediglich als Wirtschaftsstandort zu sehen, nicht als Heimat für das Volk. Eine „aggressive Konsumkultur“ führe zu einer „Entfremdung des Individuums“. Zusätzlich würden  (Homepage der Partei Oktober 2024) „Millionen fremdländischer Ausländer“ von den „Dunkelmänner[n] unserer Zeit“ ins Land gebracht und „die homogene Struktur des Volkskörpers“ zerstören. Ein weiterer Grund für diese unterstellte Entwicklung sei der „LGBTQ-Irrsinn“, der als „Seuche“ bezeichnet wird. Zudem würden Völker auf den „Opferaltar der Hochfinanz“ gebracht. Das Wort „Hochfinanz“ fungiert dabei als ein antisemitisch konnotiertes Synonym für eine „jüdische Elite“. Dasselbe gilt für die Begriffe „verschachert“ sowie „Schachereien“, die von der Partei im Zusammenhang mit der Kampagne ebenfalls verwendet werden. Zudem wurde im November 2024 in Baden-Württemberg, zusätzlich zum seit März 2022 bestehenden „Stützpunkt Württemberg“, der „Stützpunkt Bodensee/Südbaden“ gegründet.

## Wahlteilnahmen
Die Partei trat 2014 bei der Kreistagswahl im Landkreis Bad Dürkheim an und erreichte mit 301 gültigen Stimmen einen Stimmanteil von 0,5 %.
Bei der Landtagswahl in Rheinland-Pfalz 2016 erreichte die Partei mit dem Spitzenkandidaten Klaus Armstroff 0,1 % der Wählerstimmen.
Die Partei trat zur Europawahl 2019 an. Sie erhielt 12.822 Stimmen, was 0,0 % entsprach. Damit landete sie auf dem vorletzten Platz der 41 angetretenen Parteien.
Bei den Kommunalwahlen in Sachsen 2019 wurde mit 1,7 % der Stimmen ein Vertreter der Partei in den Kreistag des Vogtlandkreises gewählt, in Plauen erreichte sie 3,8 % der Stimmen und einen Sitz im Stadtrat.
Zur Landtagswahl in Sachsen 2019 verweigerte der Landeswahlausschuss dem III. Weg die Anerkennung als Partei und damit die Zulassung zur Wahl.
Am 8. Juli 2021 ließ der Bundeswahlausschuss die Partei zur Bundestagswahl 2021 zu. Sie trat mit Landeslisten in Bayern und Sachsen an, ihr Ergebnis lag mit knapp 8.000 Stimmen bei 0,02 %.
2024 trat die Partei zu den Landtagswahlen in Brandenburg an und erhielt 0,05 % der Erst- und 0,12 % der Zweitstimmen.

## Mutmaßliche Beteiligung an rassistischen Brandanschlägen
Nach Angaben von Report Mainz gehen das Bundesamt für Verfassungsschutz und die Staatsanwaltschaft Ingolstadt davon aus, dass es Bezüge zu den Brandanschlägen auf Asylbewerberheime in Deutschland in den Jahren 2014 und 2015 gibt. Vor Ort machte der III. Weg demnach gezielt Stimmung, bis Einzelne zu Straftaten bereit gewesen seien. Diese Straftaten werden im Nachhinein von der Partei wohlwollend kommentiert.
Im fränkischen Vorra hetzten ehemalige Mitglieder des verbotenen Freien Netzes Süd, der faktischen Vorgängerorganisation der Partei, gegen die Einrichtung eines Flüchtlingsheims. Nach dem Brandanschlag auf das noch nicht bezogene Heim im Dezember 2014 bezeichnete die Partei auf ihrer Website die Straftat als „vorzeitiges Weihnachtsgeschenk“.
Eine von der Partei auf Google Maps veröffentlichte Karte von Asylbewerberheimen wurde im Juli 2015 von Google nach Protesten durch Sperrung der Software aus dem Netz genommen. Die Partei umging diese Sperrung zunächst, indem sie eine andere Software verwendete, und griff dann später wieder auf das Google-Maps-Kartenmaterial zurück.

## Einschätzung der Verfassungsschutzbehörden
Die Partei gilt als rechtsextrem und damit als verfassungsfeindlich. Sie steht daher unter Beobachtung von verschiedenen Verfassungsschutzbehörden in Bund und Land. Vom Bundesinnenministerium (BMI) wird sie als eine „rechtsextremistische, antisemitische und menschenfeindliche Gruppierung“ eingestuft, die zudem nicht bereit sei, sich „von Gewalttaten hinreichend zu distanzieren“, so die – im BMI für die Themenkomplexe Sicherheit, Migration und Integration zuständige – Staatssekretärin Emily Haber in einem 2016 veröffentlichten Fernsehinterview des Südwestrundfunks. Der Verfassungsschutz Rheinland-Pfalz bescheinigt der Partei eine „stringente Ideenverbindung zur Weltanschauung der Nationalsozialisten“, erkennbar an der „Vorstellung einer am Rassegedanken ausgerichteten Volksgemeinschaft“. Den (wohl übernommenen) Text zum 97. Todestag des österreichischen Führers der Alldeutschen Bewegung und Antisemiten Georg von Schönerer auf der Website der Partei im August 2018 (Untertitel: „Ein Sozialist ohne Furcht und Tadel“) bezeichnet der baden-württembergische Verfassungsschutz als „Neonazismus in Reinkultur“, da in diesem Internettext zwei Zitate über Schönerer zu finden sind, deren Quelle (Mein Kampf) nicht genannt wird, ebenso wenig wie der Verfasser, Adolf Hitler, der jedoch als „ein großer deutscher Staatsmann“ umschrieben wird. Im vom BMI herausgegebenen Verfassungsschutzbericht 2017 heißt es u. a., dass diese „rechtsextremistische Kleinstpartei“ das Wertesystem der freiheitlichen demokratischen Grundordnung ablehne und nach einer Gesellschaftsordnung in Anlehnung an den historischen Nationalsozialismus strebe. Die Partei versammele insbesondere der neonazistischen Szene angehörende Personen und sehe sich „in kompromissloser Opposition zum ‚System der BRD‘“. Die Beteiligung an Wahlen und an dem Prozess der demokratischen Willensbildung, der ureigenen Funktion einer demokratischen Partei, betrachte diese Partei „als ‚vorgegebenen Weg‘ in einem doch verachteten System.“ So sehe sie „Entscheidungsträger in höheren Hierarchieebenen als ‚Feinde‘ an“; Verfassungsschützer und andere würden zum Erhalt des „volksfeindlichen Systems der BRD“ beitragen.

## Kritik
Die sechs für Ostdeutschland zuständigen römisch-katholischen Bischöfe warnten im Januar 2024 in einem gemeinsamen Appell mit dem Titel „Eintreten für Demokratie“ vor den Umtrieben rechter Parteien, nämlich „krude Ausweisungsphantasien für Migranten und ihre Unterstützer, die Ablehnung von Schutzangeboten für Geflüchtete, die Ausgrenzung von Menschen mit Behinderung, der alleinige Fokus auf Leistungsfähigkeit, die Leugnung des menschengemachten Klimawandels und die pauschale Verächtlichmachung von politischen Akteuren und Institutionen“; dabei nannten sie ausdrücklich, dass die Positionen „extremer Parteien wie dem [sic] III. Weg, der Partei Heimat oder auch der AfD“ nicht akzeptabel seien.

## Rezeption
- Militant und rechtsextrem: Der III. Weg und die Neonazi-Szene – Reportage von Rainer Fromm, ZDF 2020, Erstausstrahlung am 17. November 2020.[126]